# Gymnopilus crocias
Gymnopilus crocias là một loài nấm thuộc họ Cortinariaceae.